# 하스타
하스타(라틴어: Hasta →창)는 고대 로마 시대의 공화정 초기와 중기에 걸쳐 하스타티로도 알려진 초기 로마 군단병이 쓰던 창이다. 로마 공화정 후기에 하스타티는 필룸과 글라디우스로 재무장했으며, 하스타는 트리아리이 병종만이 간직했다. 하스타는 이후 스파타와 함께 후기 로마군에 재도입되었다.

## 형태 및 용도
창끝 모양은 나뭇잎 모양이며 손잡이 끝 부분이 소켓(socket) 모양으로 뾰족하다. 이것은 적의 습격을 대비할 때 땅바닥에 창을 고정시키는 역할을 했다. 하스타의 창 부분 길이는 발굴된 소켓 모양의 부분을 포함해 10~40cm 가량이며, 명확하게 정해져 있지는 않지만 고고학상의 발견에 따르면 대개 그 전후라고 한다. 손잡이를 포함한 길이 역시 2.4m이며 무게는 1.5kg 가량이다. 손잡이는 대개 물푸레나무 재질이며, 머리 부분은 철 재질이었다. 필룸, 베루툼, 란케아와는 달리 하스타는 투척하는 것보다는 적을 찌르는 용도로 사용하였다.
15세기에는 역시 스페툼(spetum)이라는 90cm가 넘는 창이 있었다. 하지만 고대 로마의 공화정 시대에 가장 알려진 것은 하스타다. 이 시대의 정규 로마병은 크게 네 가지 병종으로 구분되었다. 그것은 벨리테스, 프린키페스, 하스타티, 트리아리이인데 초기에는 벨리테스를 제외한 모든 병종이 소지했으며, 중기에는 전술의 변화로 가장 베테랑 병사인 트리아리이가 소지했다.
용도는 일반적인 장창과 큰 차이가 없었다. 가끔은 타원형의 큰 방패 뒤에서 한쪽 무릎을 꿇고 전방을 향해 하스타로 상대방을 위협하는 대형을 취할 때도 있었다. 이때 뾰족한 손잡이 끝을 땅에다 박아놓기도 했다.
하스타는 체육 경기용 창을 가리키는 단어이기도 했다. 하스타 프라필라타(hasta prapilata)의 경우 그 끝이 공으로 덮여 가려진 창이었다. 이 종류의 창은 군인들이 훈련용으로 사용했다.

## 하스타의 종류

### 하스타 푸라
하스타 푸라(hasta pura)는 로마군에서 전투 중 두각을 드러낸 병사를 위해 군사 훈장용으로 사용된 창이다.

### 상징용 하스타
- 하스타 카일리바리스(hasta caelibaris→의식용 창): 결혼식에서 신부의 머리를 장식하는 의식용 머리핀으로 마치 대한민국의 비녀처럼 사용되었다.[4][7][2]

- 하스타 팜피나(hasta pampina→포도주 창): 바쿠스의 지팡이인 티르소스의 다른 이름으로, 창 끝이 포도나무 잎 사이에 파묻혀 있다.[8]

- 하스타 푸블리카(hasta publica→공매용 창): 공매가 일어나고 있다는 것을 전달하는 데 사용된 창이었다. 따라서 당시의 경매장을 로마인들은 '하스타리움'(hastarium)이라고 불렀다.[2]

- 하스타 그라미네아(hasta graminea→풀의 창): 인도갈대로 만든 창으로, 미네르바의 동상의 소품으로 사용되었다.

## 로마제국 이후
하스타의 차용어는 과거에 로마 제국의 일부였던 지역에서 사용 중인 일부 언어에 여전히 남아있다. 예를 들어, 프랑스어에서는 'haste'(아스테)로, 이탈리아어와 스페인어에서는 'asta'(아스타)로 부르고 있다. 다른 언어의 경우 알바니아어의 용례(알바니아어: heshtë 헤쉬터, 파이크)와 같이 변형된 형태나 의미로 사용했다.